# De svarta skeppen

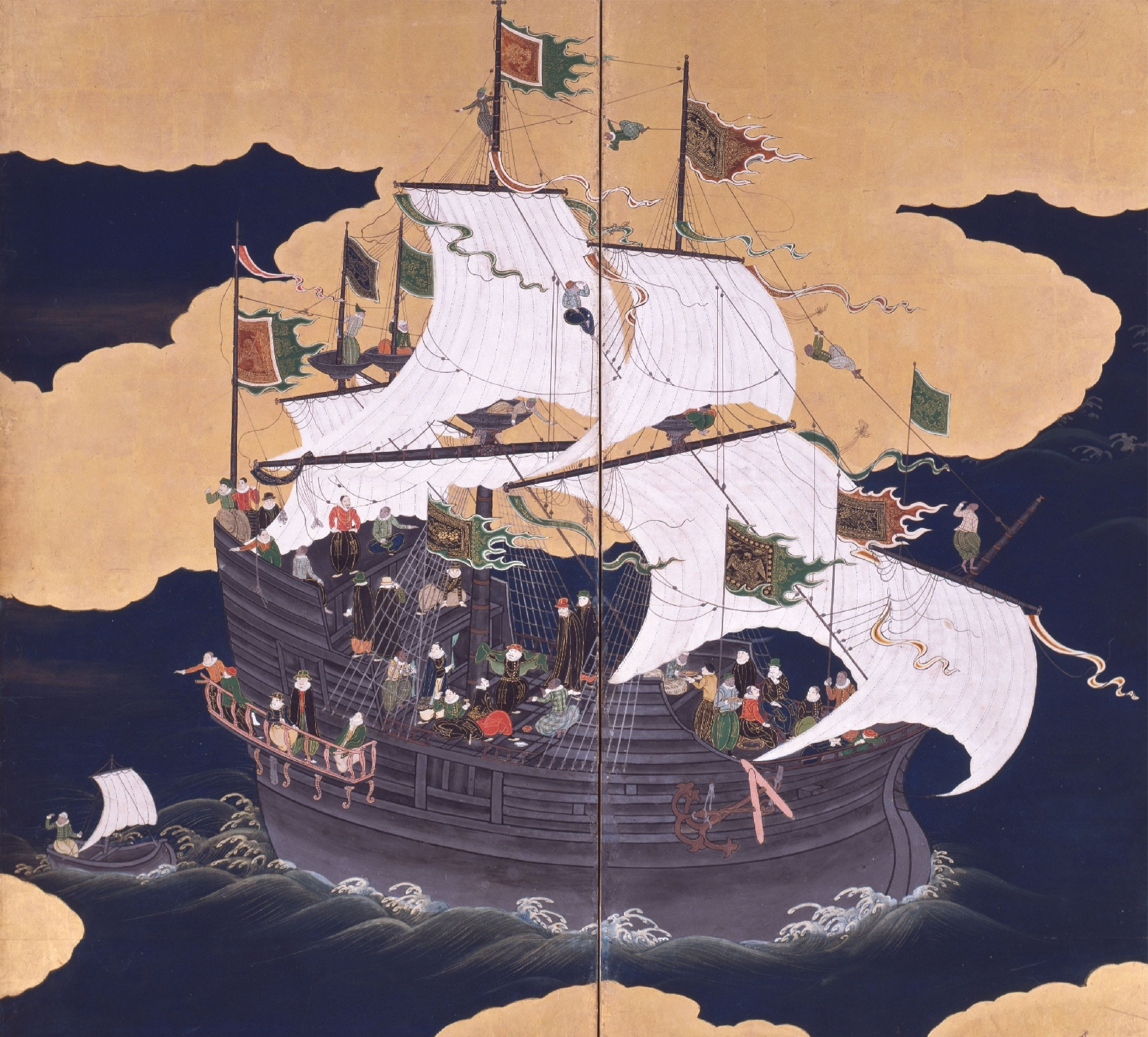
Portugisisk karack från 1600-talet.

De svarta skeppen (på japanska 黒 船, kurofune) var namnet på fartyg som anlände till Japan mellan 1400- och 1800-talet. Ordet "svart" avser den svarta färgen på de äldre segelfartyg, även den svarta röken från de koleldade ångmaskiner som fanns för framdrivningen i de i amerikanska fartygen. De skepp som främst avses är Mississippi, Plymouth, Saratoga, och Susquehanna, som anlände den 14 juli 1853 till Uraga Harbor (del av dagens Yokosuka) i prefekturen Kanagawa, Japan. Dessa stod under ledning av den amerikanske befälhavaren Matthew C. Perry.
Perrys militära överlägsenhet var en faktor i förhandlingarna om ett fördrag som möjliggjorde amerikansk handel med Japan, vilket slöts i Sakoku (锁 国).
Följande år, vid konventet i Kanagawa, återvände Perry med åtta fartyg och tvingade shogun att underteckna "Fördrag om fred och vänskap", upprättandet av formella diplomatiska förbindelser mellan Japan och USA.
Japanerna insåg att de låg långt efter den övriga världen, både ekonomiskt och politiskt. År 1854 accepterades de amerikanska kraven och hamnarna öppnades. Senare slöts även liknande avtal med de övriga kolonialmakterna och flera utländska konsuler och beskickningar installerades.
Inom fem år hade Japan tecknat liknande avtal med andra västländer. Harrisfördraget undertecknades med Förenta staterna den 29 juli 1858.
Detta blev starten på Japans modernisering av samhället.